# Bahnstrecke Reichenbach–Göltzschtalbrücke
| |                         |                                                |                                       |
| Streckennummer: | 6647; sä. RMG           |                                                |                                       |
| Kursbuchstrecke: | 144f (1934) 173g (1946) |                                                |                                       |
| Streckenlänge: | 9,028 km                |                                                |                                       |
| Spurweite: | 1435 mm (Normalspur)    |                                                |                                       |
| Maximale Neigung: | 29 ‰                    |                                                |                                       |
| Minimaler Radius: | 175 m                   |                                                |                                       |
| |                         |                                                |                                       |
| \| \| \| von Hof Hbf \| \| \| \| 0,000 \| Reichenbach (Vogtl) ob Bf \| 401 m \| \| \| \| nach Leipzig Bayer Bf \| \| \| \| 2,365 \| Viadukt Oberreichenbach (89 m) \| Viadukt Oberreichenbach (89 m) \| \| \| 2,720 \| Reichenbach (Vogtl) Ost früher Oberreichenbach \| 392 m \| \| \| 3,510 \| Reichenbach (Vogtl) Dittesschule \| 370 m \| \| \| 3,561 \| Brücke (19 m), Oberreichenbacher Bach \| Brücke (19 m), Oberreichenbacher Bach \| \| \| 4,520 \| Reichenbach (Vogtl) Karolinenstraße \| 345 m \| \| \| 5,000 \| Reichenbach (Vogtl) Reichsstraße \| 339 m \| \| \| \| Schmalspurbahn von Oberheinsdorf \| \| \| \| 5,202 \| Durchlass Raumbach \| Durchlass Raumbach \| \| \| 5,331 \| Gehwegbogenbrücke (22 m) \| Gehwegbogenbrücke (22 m) \| \| \| 5,403 \| Reichenbach (Vogtl) unt Bf \| 335 m \| \| \| 6,610 \| Reichenbach (Vogtl) Elektrizitätswerk \| 325 m \| \| \| 7,660 \| Durchlass Raumbach \| Durchlass Raumbach \| \| \| 7,800 \| Mylau \| 310 m \| \| \| 8,375 \| Göltzschbrücke \| Göltzschbrücke \| \| \| \| von Lengenfeld (Vogtl) (ab 1905) \| \| \| \| 8,400 \| Mylau Anker (Dez. 1945 aufgelassen) \| 300 m \| \| \| 9,028 \| Göltzschtalbrücke früher Mylau Hst \| 298 m \| |                         |                                                |                                       |
| Strecke |                         | von Hof Hbf                                    | von Hof Hbf                           |
| Bahnhof | 0,000                   | Reichenbach (Vogtl) ob Bf                      | 401 m                                 |
| Abzweig ehemals geradeaus und nach links |                         | nach Leipzig Bayer Bf                          | nach Leipzig Bayer Bf                 |
| Brücke (Strecke außer Betrieb) | 2,365                   | Viadukt Oberreichenbach (89 m)                 | Viadukt Oberreichenbach (89 m)        |
| Spitzkehrbahnhof links (Strecke außer Betrieb) | 2,720                   | Reichenbach (Vogtl) Ost früher Oberreichenbach | 392 m                                 |
| Haltepunkt / Haltestelle (Strecke außer Betrieb) | 3,510                   | Reichenbach (Vogtl) Dittesschule               | 370 m                                 |
| Brücke über Wasserlauf (Strecke außer Betrieb) | 3,561                   | Brücke (19 m), Oberreichenbacher Bach          | Brücke (19 m), Oberreichenbacher Bach |
| Haltepunkt / Haltestelle (Strecke außer Betrieb) | 4,520                   | Reichenbach (Vogtl) Karolinenstraße            | 345 m                                 |
| Haltepunkt / Haltestelle (Strecke außer Betrieb) | 5,000                   | Reichenbach (Vogtl) Reichsstraße               | 339 m                                 |
| Abzweig geradeaus und von links (Strecke außer Betrieb) |                         | Schmalspurbahn von Oberheinsdorf               | Schmalspurbahn von Oberheinsdorf      |
| Brücke über Wasserlauf (Strecke außer Betrieb) | 5,202                   | Durchlass Raumbach                             | Durchlass Raumbach                    |
| Kreuzung geradeaus unten | 5,331                   | Gehwegbogenbrücke (22 m)                       | Gehwegbogenbrücke (22 m)              |
| Bahnhof (Strecke außer Betrieb) | 5,403                   | Reichenbach (Vogtl) unt Bf                     | 335 m                                 |
| Haltepunkt / Haltestelle (Strecke außer Betrieb) | 6,610                   | Reichenbach (Vogtl) Elektrizitätswerk          | 325 m                                 |
| Brücke über Wasserlauf (Strecke außer Betrieb) | 7,660                   | Durchlass Raumbach                             | Durchlass Raumbach                    |
| Bahnhof (Strecke außer Betrieb) | 7,800                   | Mylau                                          | 310 m                                 |
| Brücke über Wasserlauf (Strecke außer Betrieb) | 8,375                   | Göltzschbrücke                                 | Göltzschbrücke                        |
| Abzweig geradeaus und von links (Strecke außer Betrieb) |                         | von Lengenfeld (Vogtl) (ab 1905)               | von Lengenfeld (Vogtl) (ab 1905)      |
| Haltepunkt / Haltestelle (Strecke außer Betrieb) | 8,400                   | Mylau Anker (Dez. 1945 aufgelassen)            | 300 m                                 |
| Kopfbahnhof Streckenende (Strecke außer Betrieb) | 9,028                   | Göltzschtalbrücke früher Mylau Hst             | 298 m                                 |

Die Bahnstrecke Reichenbach–Göltzschtalbrücke war eine Nebenbahn in Sachsen. Sie begann im oberen Bahnhof von Reichenbach im Vogtland an der Bahnstrecke Leipzig–Hof und führte hinab ins Göltzschtal nach Mylau, wo im Bahnhof Göltzschtalbrücke Anschluss zur Bahnstrecke Lengenfeld–Göltzschtalbrücke bestand.

## Geschichte
In der Frühzeit der Industrialisierung war die Wasserkraft als Energiequelle unabdingbar. In den an der Sächsisch-Bayerischen Eisenbahn gelegenen Orten Reichenbach und Mylau siedelten sich die ersten Industriebetriebe im Göltzschtal an. Umso problematischer war der Transport der Produkte zu den Bahnhöfen in Reichenbach und Netzschkau, da diese fast 100 Meter über der Talsohle der Göltzsch an der auf der Hochfläche trassierten Hauptbahn lagen.
Eine erste Petition zum Bau einer Zweigbahn richteten die Fabrikanten erstmals 1873 an die sächsische Regierung, die abschlägig beschieden wurde. Als problematisch erwies sich für den Bahnbau der enorme Höhenunterschied, der nur mittels künstlicher Längenentwicklung oder gar einer Zahnradbahn überwunden werden konnte. 1885 forderten Lengenfelder Bürger eine Bahn von Lengenfeld über Mylau ins damals Reußische, heute thüringische Greiz, welche technisch unschwierig im Göltzschtal verlaufen wäre.
1889 wurden erste Vorarbeiten für den Bau einer Strecke von Reichenbach nach Mylau durchgeführt. Es sollte weitere drei Jahre dauern, bis das Projekt vom sächsischen Landtag genehmigt wurde. Insgesamt standen drei Varianten für die Bauausführung zur Wahl. Realisiert wurde schließlich eine Trassierung, die an der Ostseite von Reichenbach ob Bf begann und über den Spitzkehrenbahnhof Oberreichenbach hinab nach Mylau führte. Dort war zunächst ein provisorischer Endpunkt nahe der Göltzschtalbrücke vorgesehen. Im August 1893 begann der Streckenbau mit dem Abriss von Häusern auf der vorgesehenen Trasse.
Der erste Spatenstich zum Bau der Strecke erfolgte am 9. Oktober 1893. Am 30. April 1895 wurde die Strecke mit einem Festakt eröffnet. Einen Tag später – am 1. Mai 1895 – wurde der planmäßige Personen- und Güterverkehr aufgenommen. Nach der Jahrhundertwende wurde die Strecke Lengenfeld–Mylau realisiert. Ab dem 16. November 1903 verkehrten die Züge von Mylau weiter bis Weißensand, ab 17. Mai 1905 dann durchgängig von Reichenbach bis Lengenfeld. Die ursprünglich geplante Weiterführung nach Greiz kam nicht mehr zustande.
Am 15. Dezember 1957 ging der spärliche Reiseverkehr auf einen Schienenersatzverkehr über. Im Güterverkehr wurde die Strecke noch bis 1970 durchgängig bedient. Offiziell wurde der Güterverkehr zwischen Reichenbach unt Bf und Göltzschtalbrücke am 26. September 1970 eingestellt, jedoch verkehrten danach noch einzelne Güterzüge bis Göltzschtalbrücke. Bis zum 27. Mai 1977 wurde Reichenbach Ost bedient, dann ruhte jeglicher Verkehr. Erst 1993 wurde dieser letzte verbliebene Abschnitt demontiert, nachdem das Gleis zwischen Reichenbach Ost und Göltzschtalbrücke in den 1970er Jahren abgebaut worden war.

## Streckenbeschreibung

### Verlauf
Ausgehend vom Bahnhof Reichenbach (Vogtl) ob Bf an der Bahnstrecke Leipzig–Hof führte die Bahnstrecke bis zum Bahnhof Reichenbach (Vogtl) Ost parallel zur Bahnstrecke Leipzig–Hof. In der Station machten die Züge „Kopf“ und fuhren nun durch Oberreichenbach in Richtung Bahnhof Reichenbach (Vogtl) unt Bf, wo Anschluss an die schmalspurige Rollbockbahn nach Oberheinsdorf bestand. Im Tal des Raumbachs und der Göltzsch führte die Trasse nach Mylau. Beim Haltepunkt Mylau Anker wurde die Bahnstrecke Lengenfeld–Göltzschtalbrücke eingebunden. Die Gleise führten zum Bahnhof Göltzschtalbrücke und endeten nach Unterquerung der Göltzschtalbrücke.

### Betriebsstellen
Reichenbach (Vogtl) ob Bf ⊙

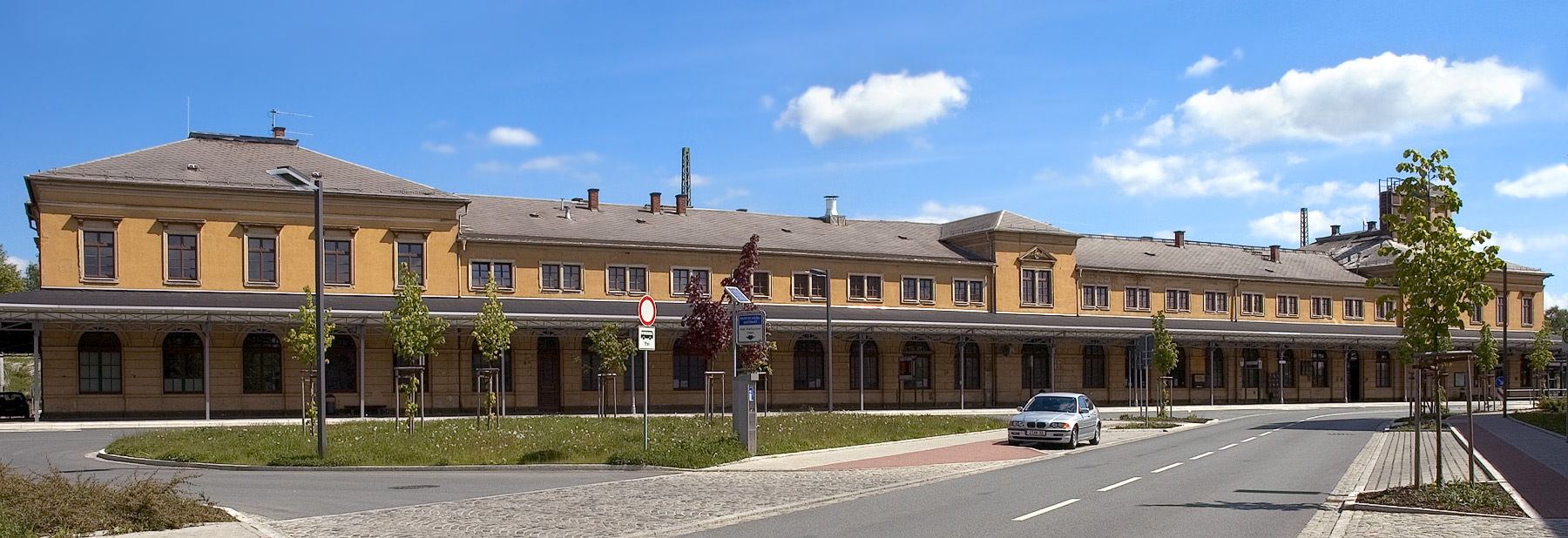
Reichenbach (Vogtl) ob Bf, auf dem heutigen Bahnhofsvorplatz lagen früher die Bahnsteiggleise in Richtung Norden

Bereits am 31. Mai 1846 wurde in Reichenbach der erste Bahnhof zusammen mit dem Teilstück Werdau–Reichenbach der Bahnstrecke Leipzig–Hof durch die Sächsisch-Bayerische Eisenbahn-Compagnie eröffnet. Das Empfangsgebäude war ein repräsentativer dreistöckiger Bau; davor lag der überdachte Hausbahnsteig. Der Weiterbau bis Plauen verzögerte sich durch den Bau der Göltzschtalbrücke und der Elstertalbrücke bis 1851. Erst am 15. Juli 1851 konnte mit dem Abschnitt Reichenbach–Plauen das letzte Teilstück der Strecke eröffnet werden.

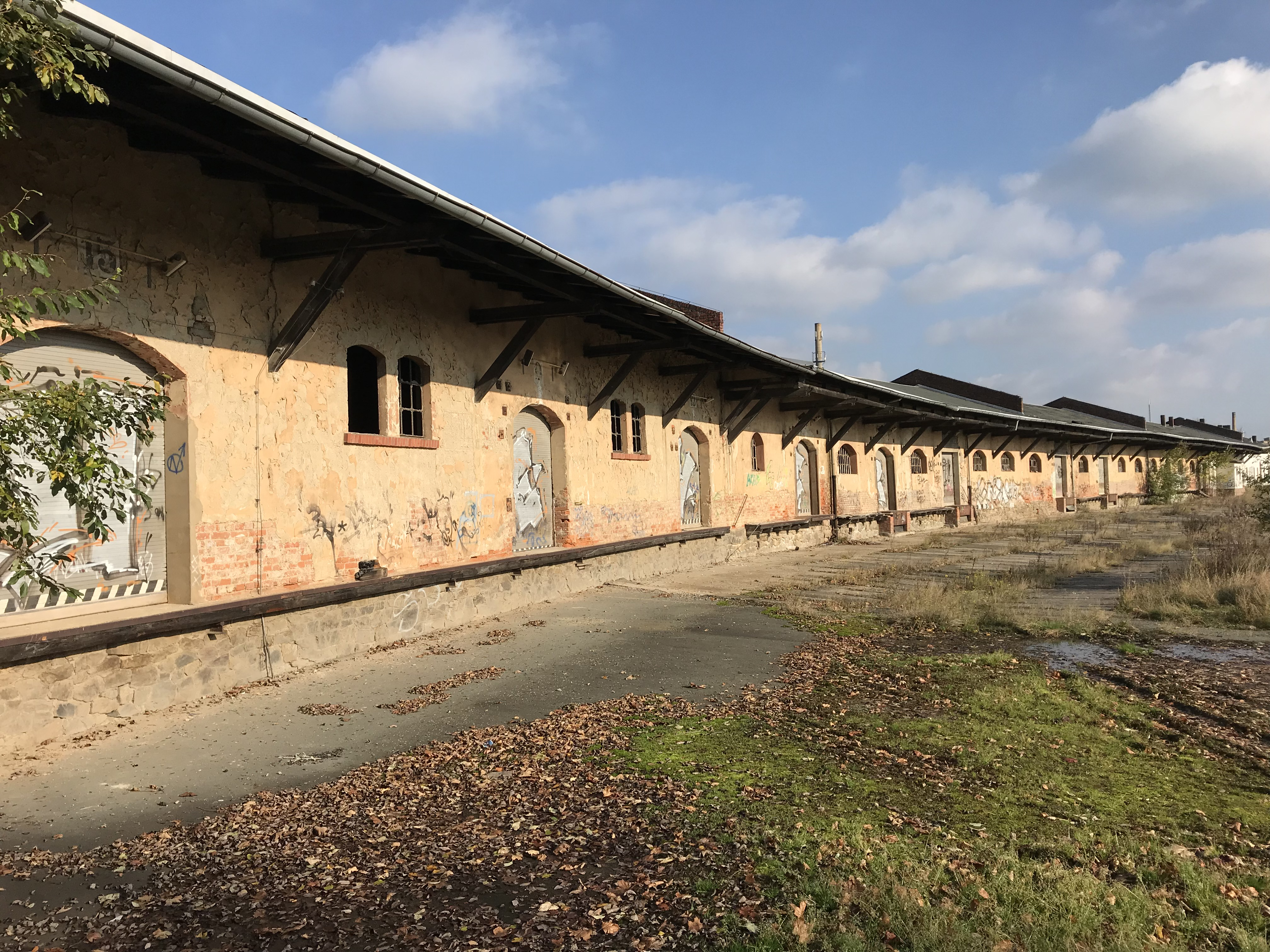
Bahnhof Reichenbach (Vogtl) ob Bf, Bahnnebengebäude (2017)

Als 1895 die Sekundärbahn nach Göltzschtalbrücke über Oberreichenbach und Mylau eröffnet wurde, erhielt der Reichenbacher Bahnhof einen zusätzlichen Bahnsteig (Gleis 7) am Ende von Gleis 4 auf Höhe der Güterabfertigung für diese Bahnstrecke. Da mit der neuen Bahnstrecke ein weiterer Bahnhof in Reichenbach entstand, wurde der große Reichenbacher Bahnhof in diesem Zuge in Reichenbach i.V. ob Bf umbenannt. Seit 1911 trägt er die heutige Bezeichnung Reichenbach (Vogtl) ob Bf, die auch nach der Stilllegung der Bahnstrecke nach Göltzschtalbrücke über Reichenbach (Vogtl) unt Bf 1970 bestehen blieb.
Das Bahnbetriebswerk wurde 1999 geschlossen. In den 2000er Jahren wurden die Gleisanlagen in großem Umfang zurückgebaut, seitdem ist Reichenbach (Vogtl) ob Bf kein Inselbahnhof mehr. Zwischen 1963 und 2012 endete in Reichenbach (Vogtl) ob Bf die Streckenelektrifizierung aus den Richtungen Leipzig und Zwickau über das Bogendreieck Werdau. Somit mussten alle Züge, einschließlich der Interzonenzüge nach Süden in Richtung Plauen oberer Bahnhof und Hof Hbf, umgespannt werden. Seit 2013 ist die Strecke durchgängig bis Hof elektrifiziert.
Reichenbach (Vogtl) Ost ⊙

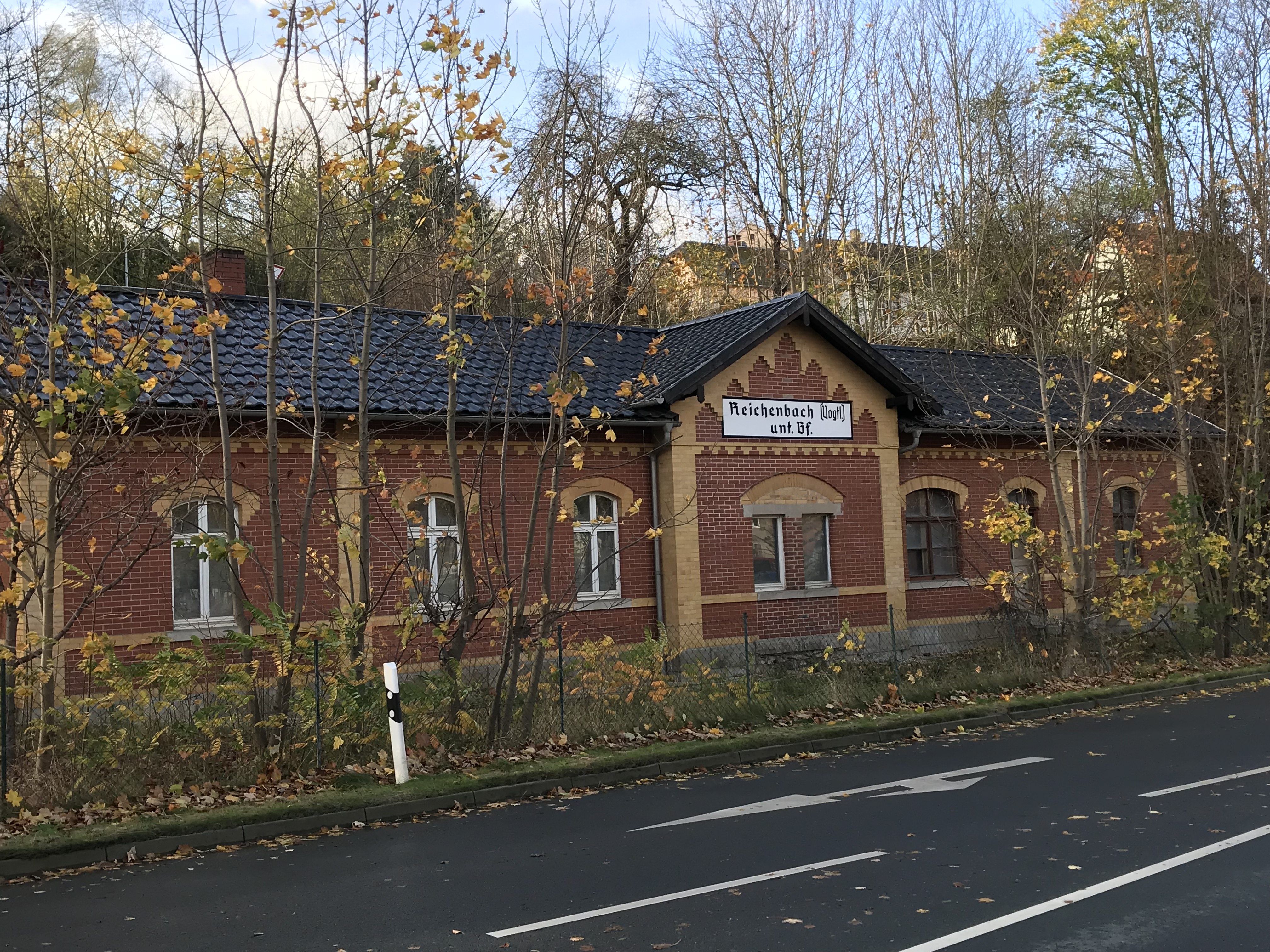
Reichenbach (Vogtl) unt Bf, Empfangsgebäude (2017)

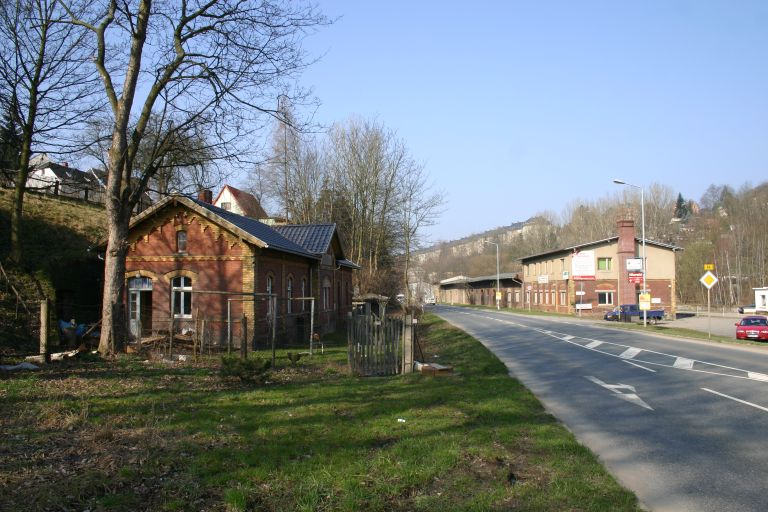
Reichenbach unt Bf mit dem ehemaligen Güterschuppen (rechts)

Der Bahnhof Reichenbach (Vogtl) Ost wurde am 1. Mai 1895 als Haltestelle Oberreichenbach i.V. eröffnet und 1905 zum Bahnhof gewidmet. 1911 erfolgte die Umbenennung der Station in Oberreichenbach (Vogtl) und 1927 in Reichenbach (Vogtl) Ost. Der Kopfbahnhof besaß drei Gleise, sieben Weichen, eine einfache Kreuzungsweiche, einen hölzernen Güterschuppen, eine Seiten- und Kopframpe und ein Ladegleis. Über die „Oberreichenbacher Straße“ erreichte man das Ladegleis, den Güterschuppen und die beiden Rampen. Das Empfangsgebäude mit dem Freiabort und die Personenzüge hatten einen Zugang von der „Eisenbahnstraße“ aus. An der „Oberreichenbacher Straße“ existierte für die am Ort tätigen Eisenbahner ein Wohnhaus mit Nebengebäude.
Besonderheit der Station war, dass alle Züge aus den Richtungen Reichenbach (Vogtl) ob Bf und Reichenbach (Vogtl) unt Bf im Bahnhof ihre Fahrtrichtung bei der Weiterfahrt ändern mussten. In Richtung Göltzschtalbrücke war eine Bremsprobe erforderlich, da die Strecke dort ein Gefälle von 1:40 auf 150 m Länge hatte.
Mit der Einstellung des Personenverkehrs auf der Bahnstrecke Reichenbach–Göltzschtalbrücke wurde der Bahnhof Reichenbach (Vogtl) Ost am 29. September 1957 zu einem Güterbahnhof gewidmet und 1962 zur Ladestelle degradiert. Nachdem 1974 der Streckenabschnitt zwischen Reichenbach (Vogtl) Ost und Reichenbach (Vogtl) unt Bf stillgelegt wurde, war die Station bis zu ihrer Schließung 1977 Endstation. Die Gleise in Richtung Reichenbach (Vogtl) ob Bf wurde im Zuge des Ausbaus der Bahnstrecke Leipzig–Hof 2012 abgebaut.

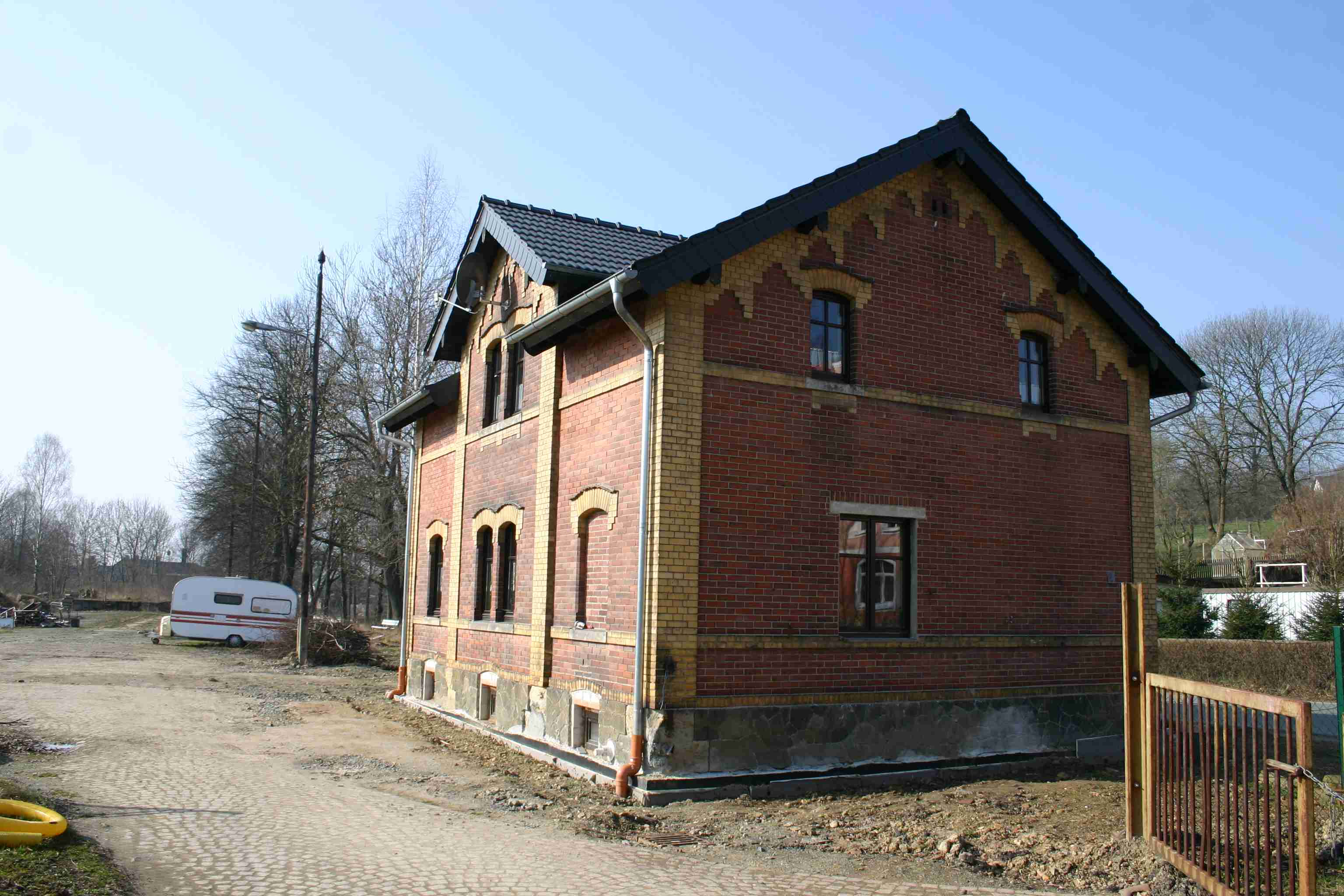
Wohnhaus des einstigen Bahnhofs Oberreichenbach, ist später Reichenbach (Vogtl) Ost
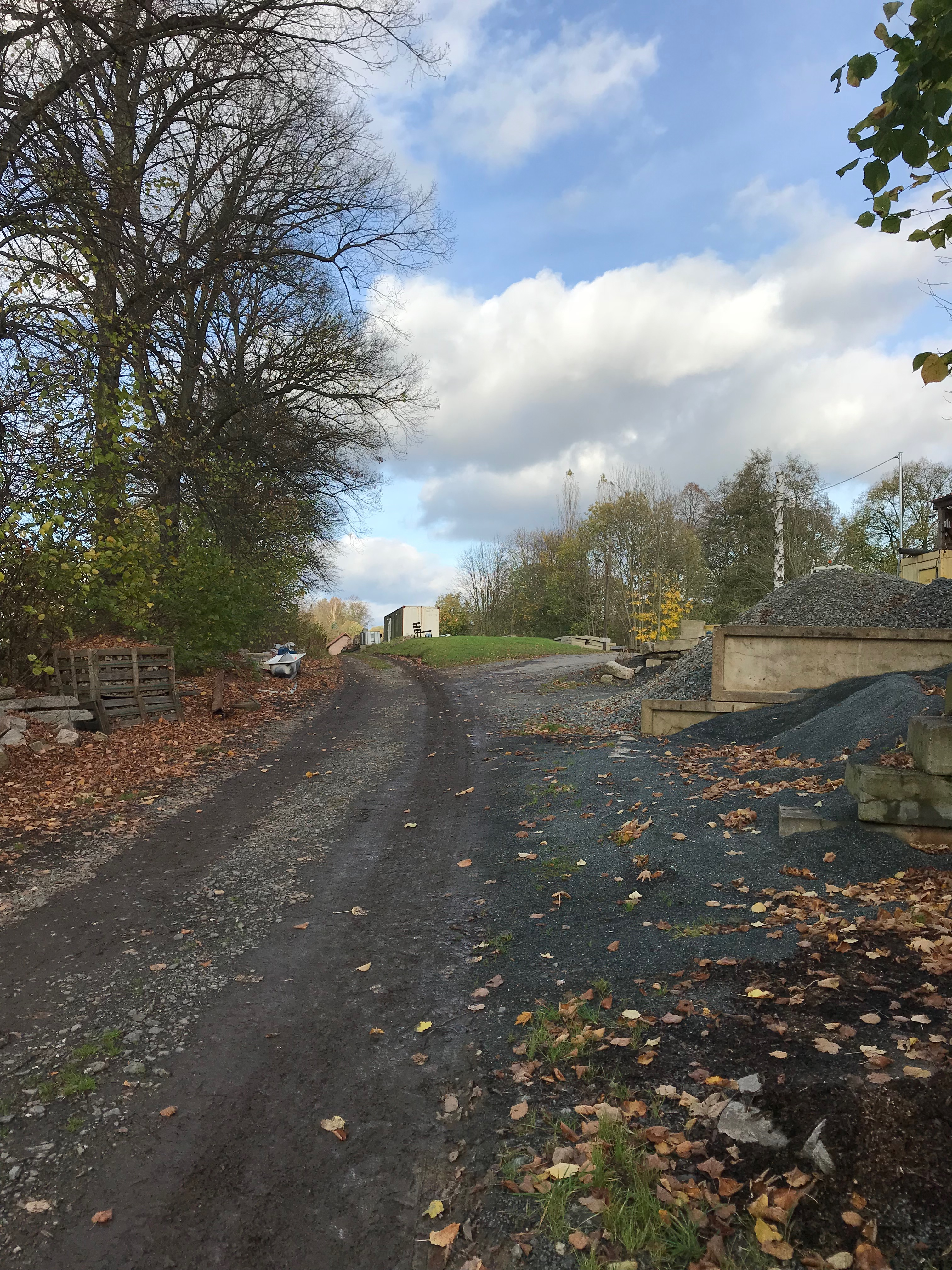
Ehemaliges Gelände des Bahnhofes Reichenbach (Vogtl) Ost (2017)
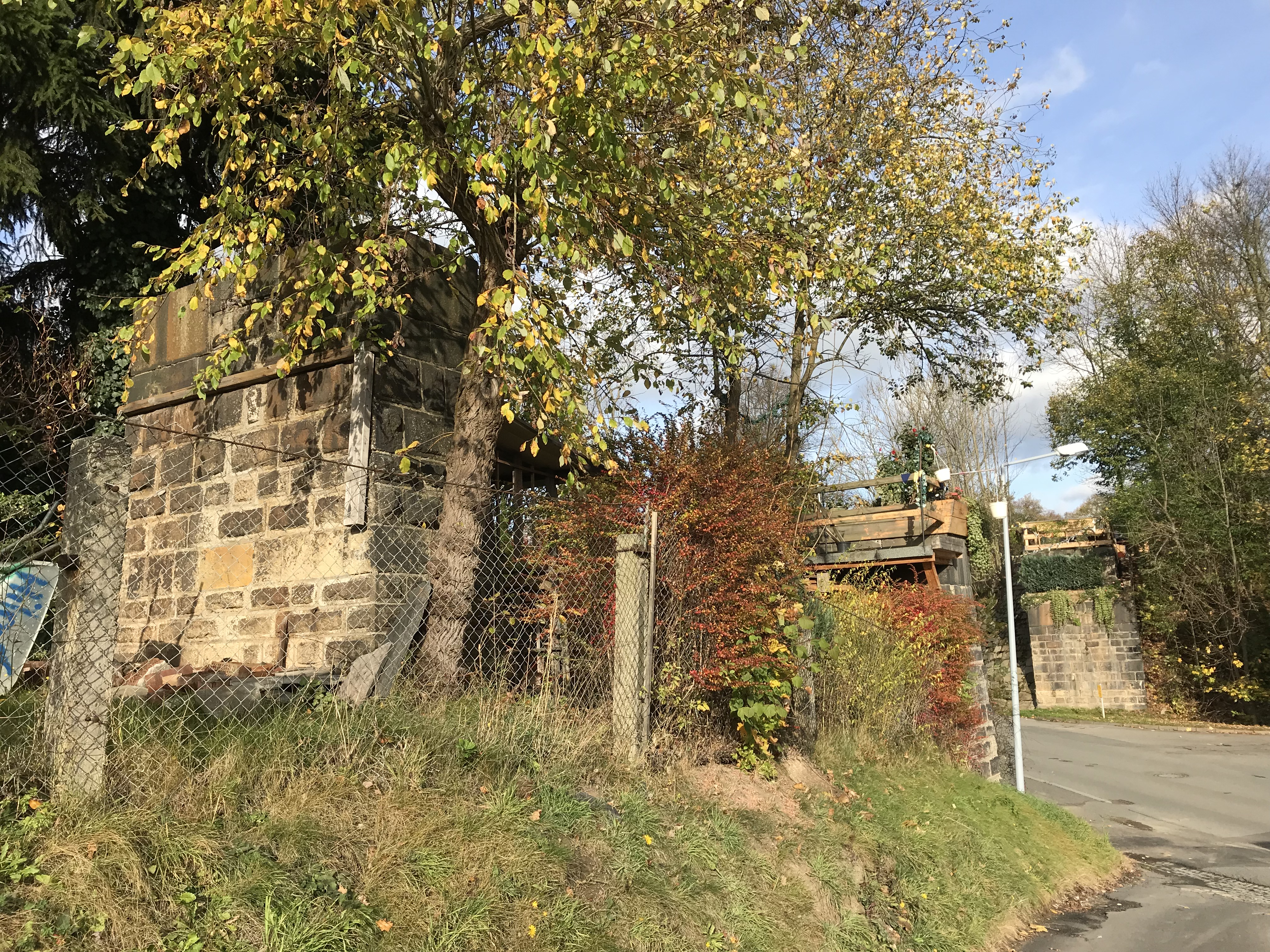
Brückenpfeiler am Bahnhof Reichenbach (Vogtl) Ost (2017)

Reichenbach (Vogtl) Dittesschule ⊙

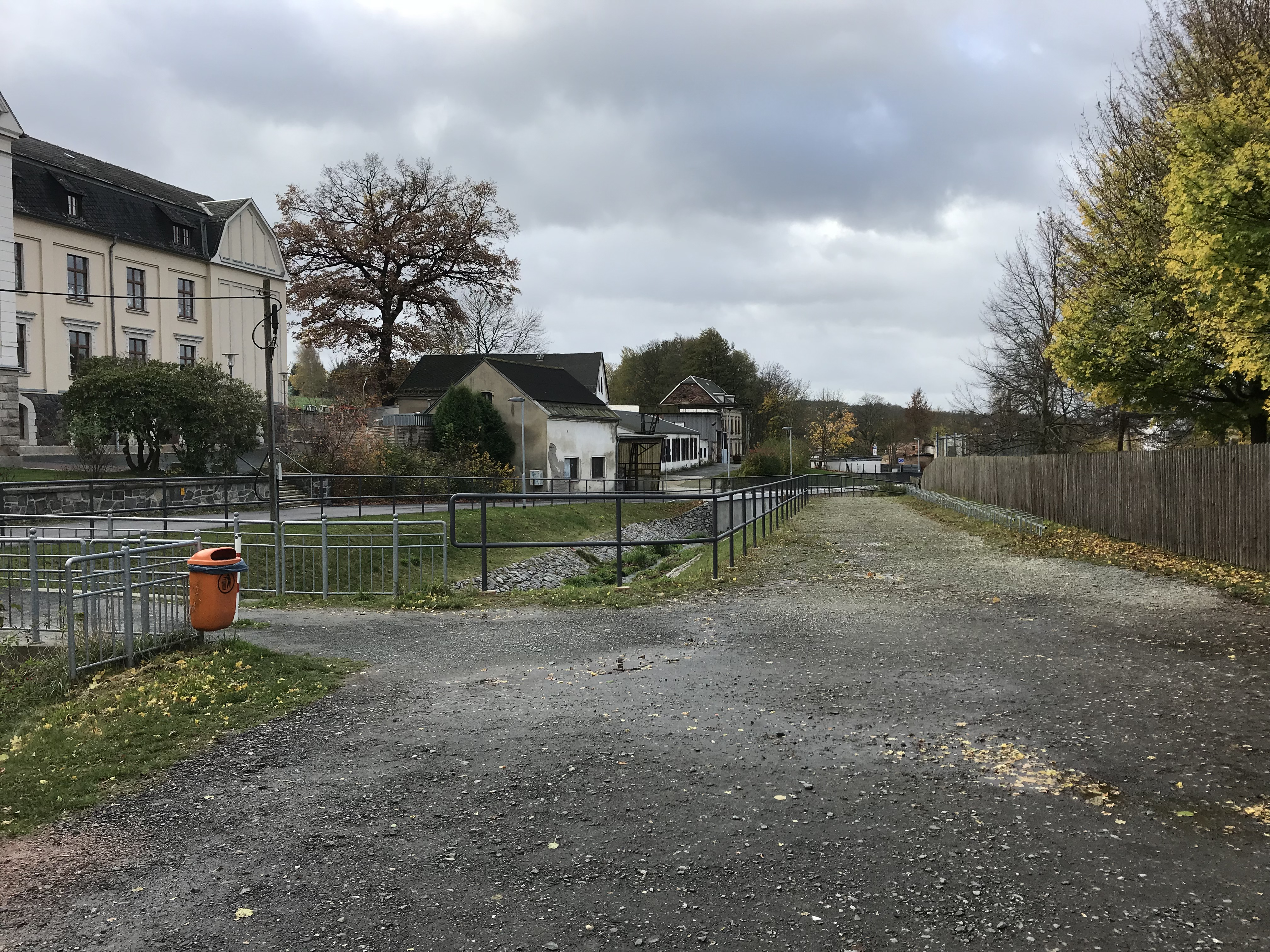
Ehemaliger Haltepunkt Reichenbach (Vogtl) Dittesschule (2017)

Der ausschließlich dem Personenverkehr dienende Haltepunkt Reichenbach (Vogtl) Dittesschule wurde am 15. Mai 1935 in der Nähe der heute noch existierenden Dittes-Grundschule in Oberreichenbach eröffnet. Er verfügte lediglich über einen 30 m langen Bahnsteig ohne Hochbauten.
Bereits am 16. Dezember 1945 wurde die Station Reichenbach (Vogtl) Dittesschule wieder außer Betrieb genommen. Am einstigen Standort vor der Dittes-Grundschule in der „Dittesstraße“ in Oberreichenbach befindet sich heute ein Parkplatz.
Reichenbach (Vogtl) Karolinenstraße ⊙

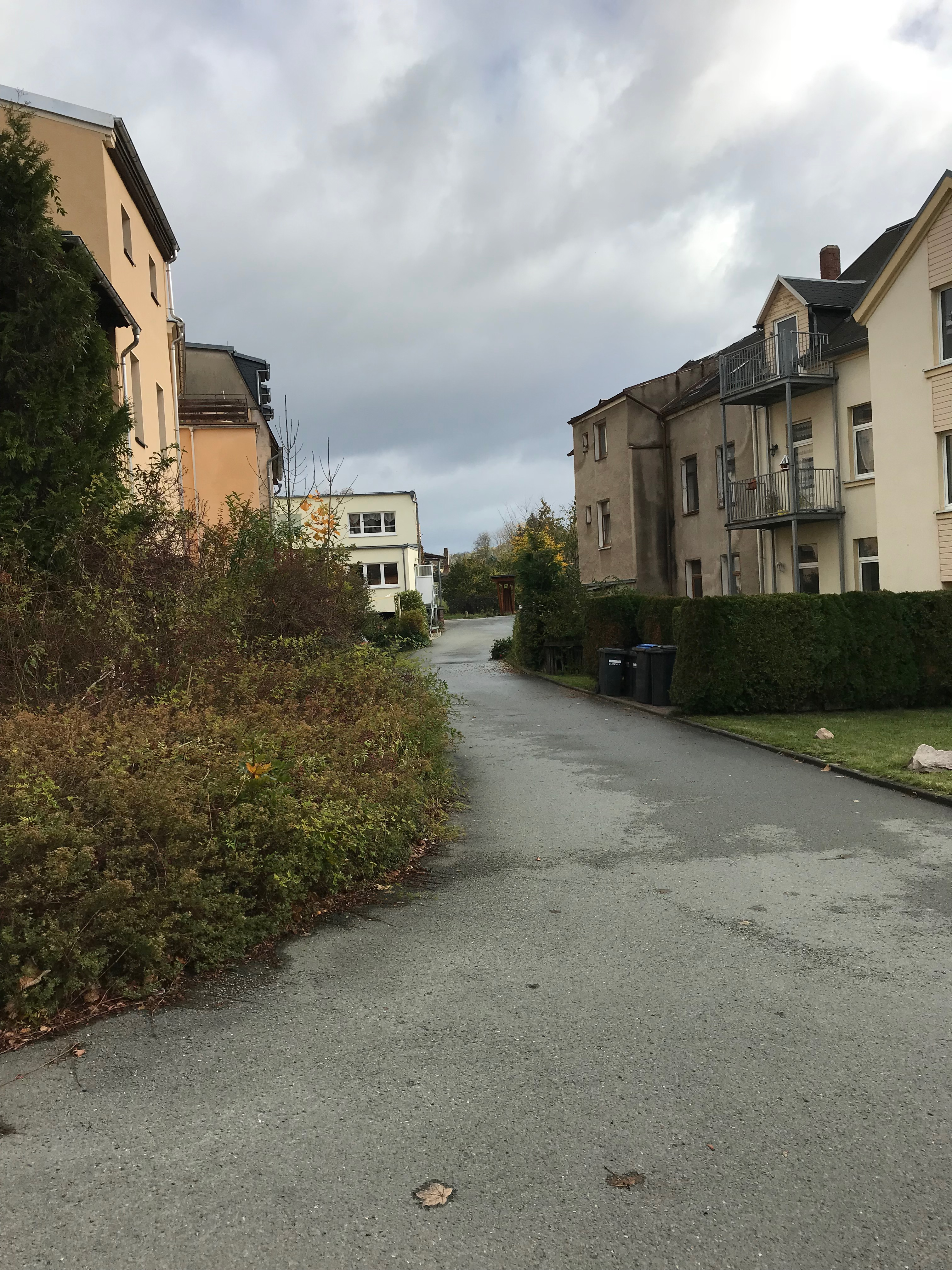
Ehemaliger Haltepunkt Reichenbach (Vogtl) Karolinenstraße (2017)

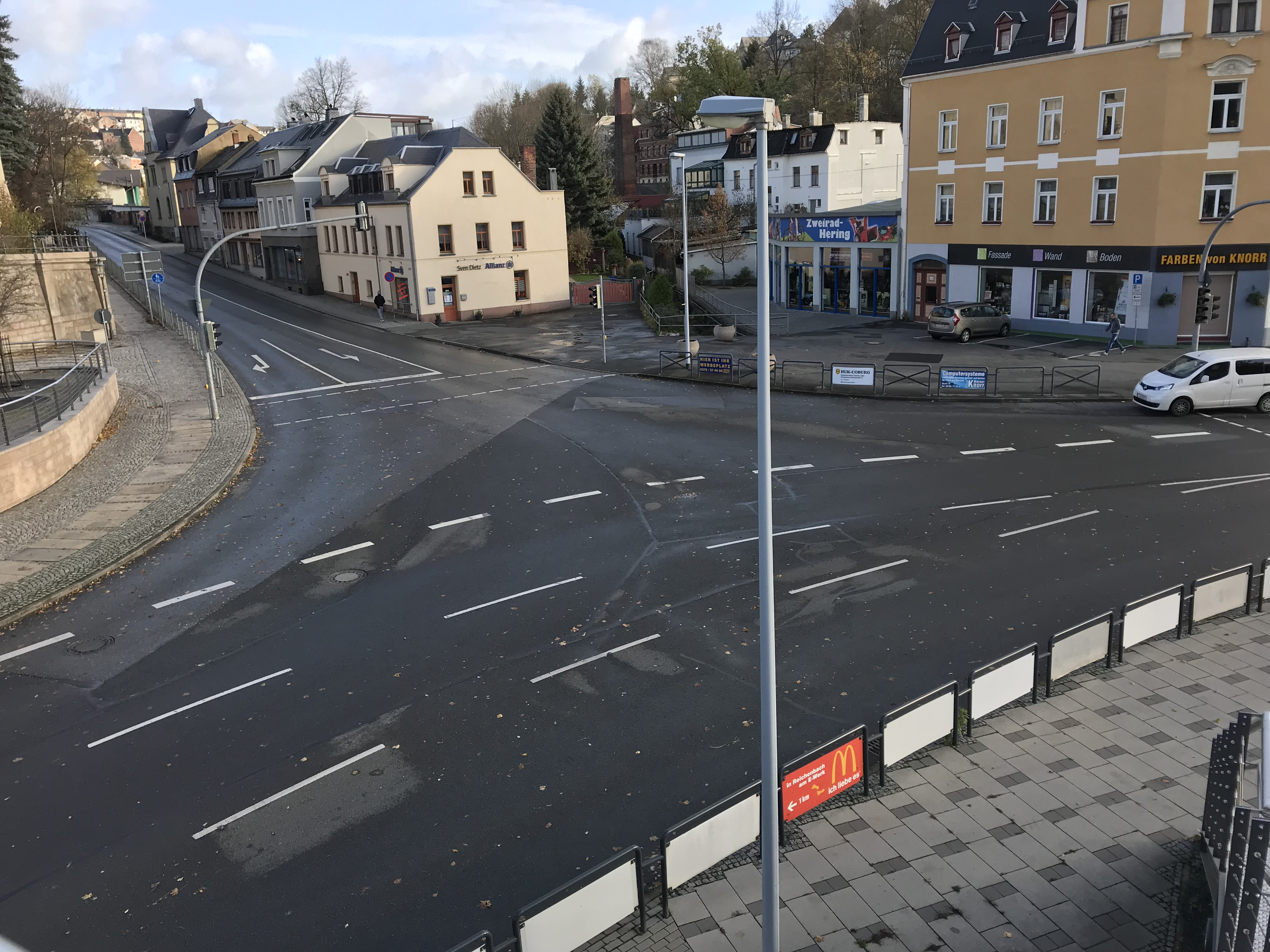
Ehemaliger Haltepunkt Reichenbach (Vogtl) Reichsstraße, Blick Richtung Oberreichenbach (2017)

Der Haltepunkt Reichenbach (Vogtl) Karolinenstraße wurde am 27. August 1897 unter dem Namen Reichenbach i.V. Karolinenstraße eröffnet und 1911 in Reichenbach (Vogtl) Karolinenstraße umbenannt. Er war bis 1935 die einzige Station zwischen den Bahnhöfen Reichenbach (Vogtl) Ost und Reichenbach (Vogtl) unt Bf und diente dem Personen- und Güterverkehr. Die Station befand sich in einem in Streckenrichtung linken Gleisbogen vor dem Bahnübergang „Bachgasse“. Sie war zudem Schrankenposten und verfügte neben dem 85 m langen Bahnsteig über folgende Hochbauten in der „Unteren Dunkelgasse“: ein Empfangsgebäude, ein Wirtschaftsgebäude und ein Wagenkasten als Geräteschuppen. In der „Bachgasse“ dienten zwei Gebäude als Beamtenwohnhäuser. Diese Gebäude waren bereits vor dem Bahnbau vorhanden und wurden durch Ankauf bzw. Vertrag für die Betriebszwecke nutzbar gemacht. Die in den Jahren 1933 und 1944 als „unbesetzt“ geführte Station fiel in den Zuständigkeitsbereich des Bahnhofs Reichenbach (Vogtl) unt Bf.
Mit der Einstellung des Personenverkehrs ging der Haltepunkt Reichenbach (Vogtl) Karolinenstraße am 29. September 1957 außer Betrieb. Die Station befand sich an der Kreuzung „Karolinenstraße“/ „Bachgasse“/ „Untere Dunkelgasse“.
Reichenbach (Vogtl) Reichsstraße ⊙
Der Haltepunkt Reichenbach (Vogtl) Reichsstraße wurde am 15. Mai 1935 am südöstlichen Rand der Reichenbacher Altstadt eröffnet. Bereits seit Aufnahme des Personenverkehrs auf der Schmalspurbahn Reichenbach (Vogtl) unt Bf–Oberheinsdorf am 1. Oktober 1909 befand sich kurz hinter der Trennung der beiden Strecken der Haltepunkt Reichenbach (Vogtl) Altstadt an der schmalspurigen Rollbockbahn. Mit der Eröffnung dieser Strecke 1902 wurde das Einfahrsignal des Bahnhofs Reichenbach (Vogtl) unt Bf auf die Höhe des Schrankenpostens 3 verlegt. Das Dreischienengleis von Reichenbach (Vogtl) unt Bf lag bis zum Schrankenposten 3 vor der Haltestelle an der Reichsstraße. Während die Normalspurbahn aus Richtung Reichenbach (Vogtl) unt Bf dem Tal des Oberreichenbacher Bachs (Seifenbach) zum Bahnhof Reichenbach (Vogtl) Ost folgte, verlief die Schmalspurbahn weiter in der „Reichsstraße“ nach Oberheinsdorf. Ein 32 Meter langer Bahnsteig, der von Fahrgästen der Schmal- und der Normalspurbahn genutzt werden konnte, erleichterte das Umsteigen in die Züge der Schmalspurbahn. An Hochbauten existierte lediglich das massive Gebäude des Schrankenpostens 3. Der Bahnsteig selbst war nur mit einer Bank und dem Stationsschild ausgerüstet.
Am 29. September 1957 ging der Haltepunkt Reichenbach (Vogtl) Reichsstraße mit der Einstellung des Personenverkehrs auf der Bahnstrecke Reichenbach–Göltzschtalbrücke außer Betrieb. Der sich in unmittelbarer Nähe befindliche Haltepunkt Reichenbach (Vogtl) Altstadt der schmalspurigen Rollbockbahn nach Oberheinsdorf war bereits mit der Stilllegung der Schmalspurbahn am 4. September 1957 außer Betrieb gegangen.
Am einstigen Standort am Übergang der „Äußeren Reichsstraße“ (heute: „Reichsstraße“) in die „Innere Reichsstraße“ (heute: „Am Graben“) sind heute keine Zeitzeugen mehr vorhanden. Auf dem Gleiskörper der Rollbockbahn und des Dreischienengleises verläuft die Bundesstraße 94. Das am Raumbach gelegene Areal südlich des einstigen Haltepunkts wurde im Rahmen der Landesgartenschau 2009 in den „Park der Generationen“ umgestaltet. Das Gebäude des „Schrankenpostens 3“ wurde 2004 durch den Traditionsverein „Rollbockbahn“ e. V. originalgetreu am Standort des Rollbockbahnmuseums in Oberheinsdorf nachgebaut.

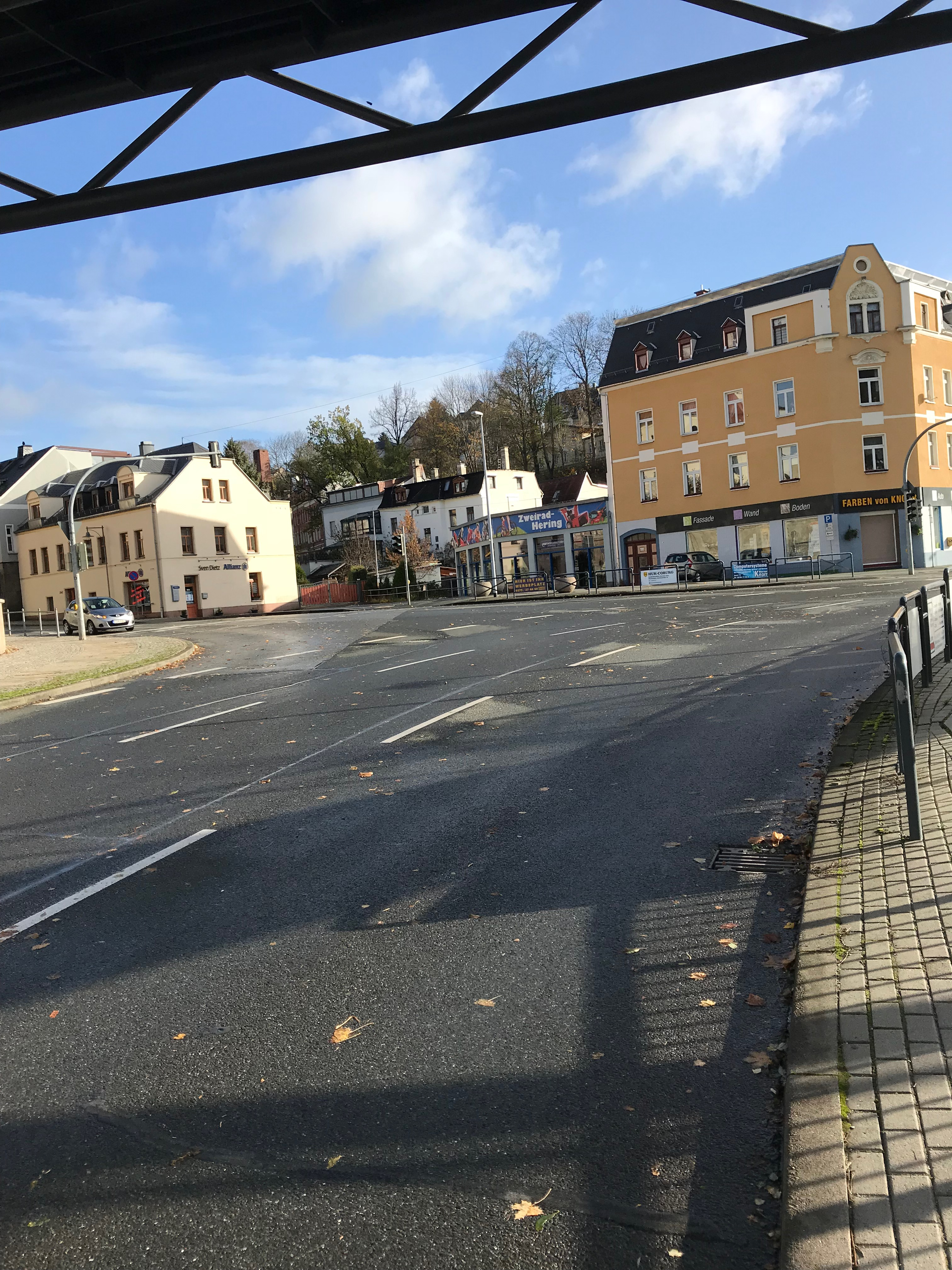
Ehemaliger Haltepunkt Reichenbach (Vogtl) Reichsstraße (2017)
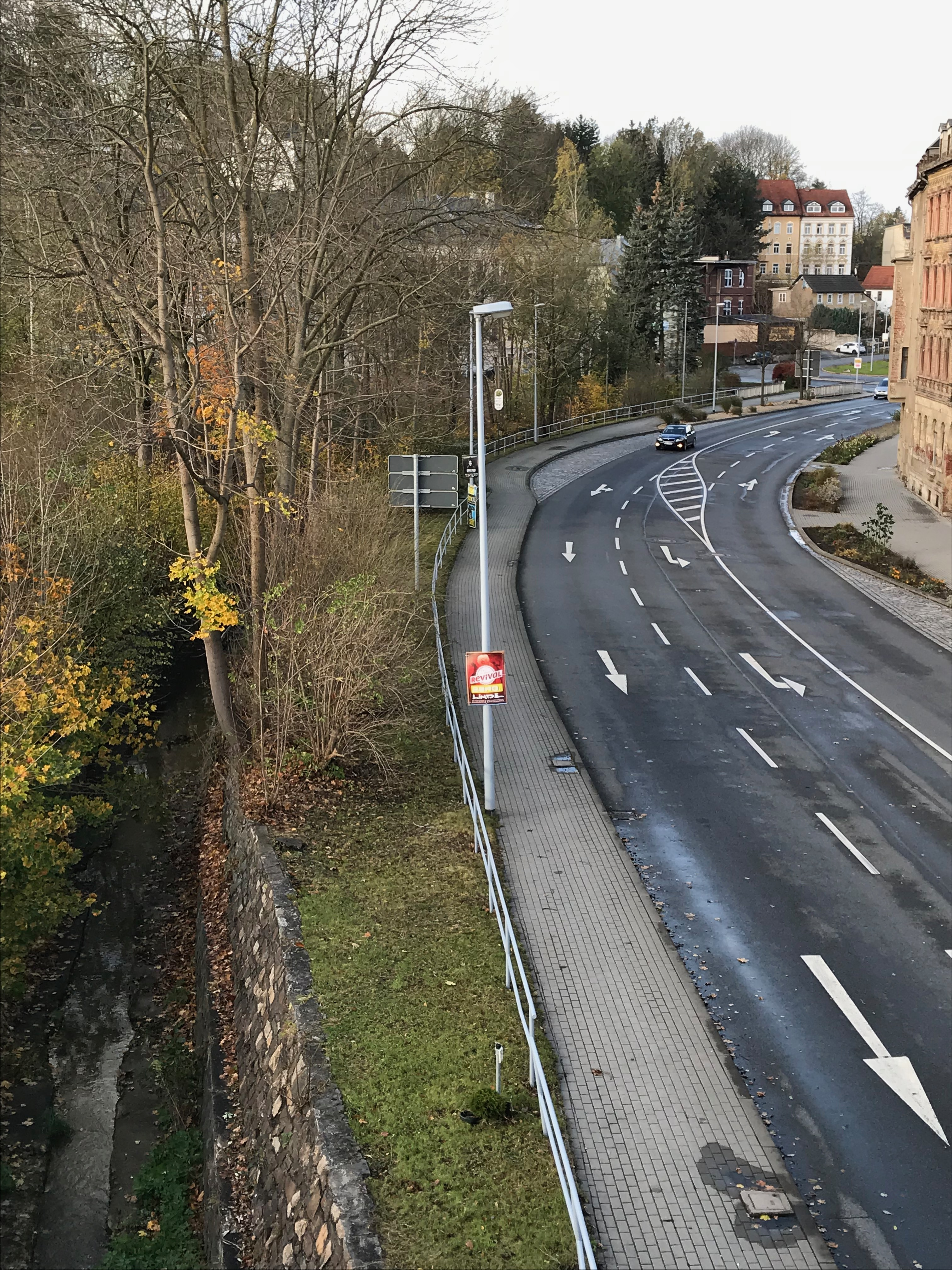
Ehemaliger Haltepunkt Reichenbach (Vogtl) Reichsstraße, Blick Richtung Reichenbach (Vogtl) unt Bf (2017)
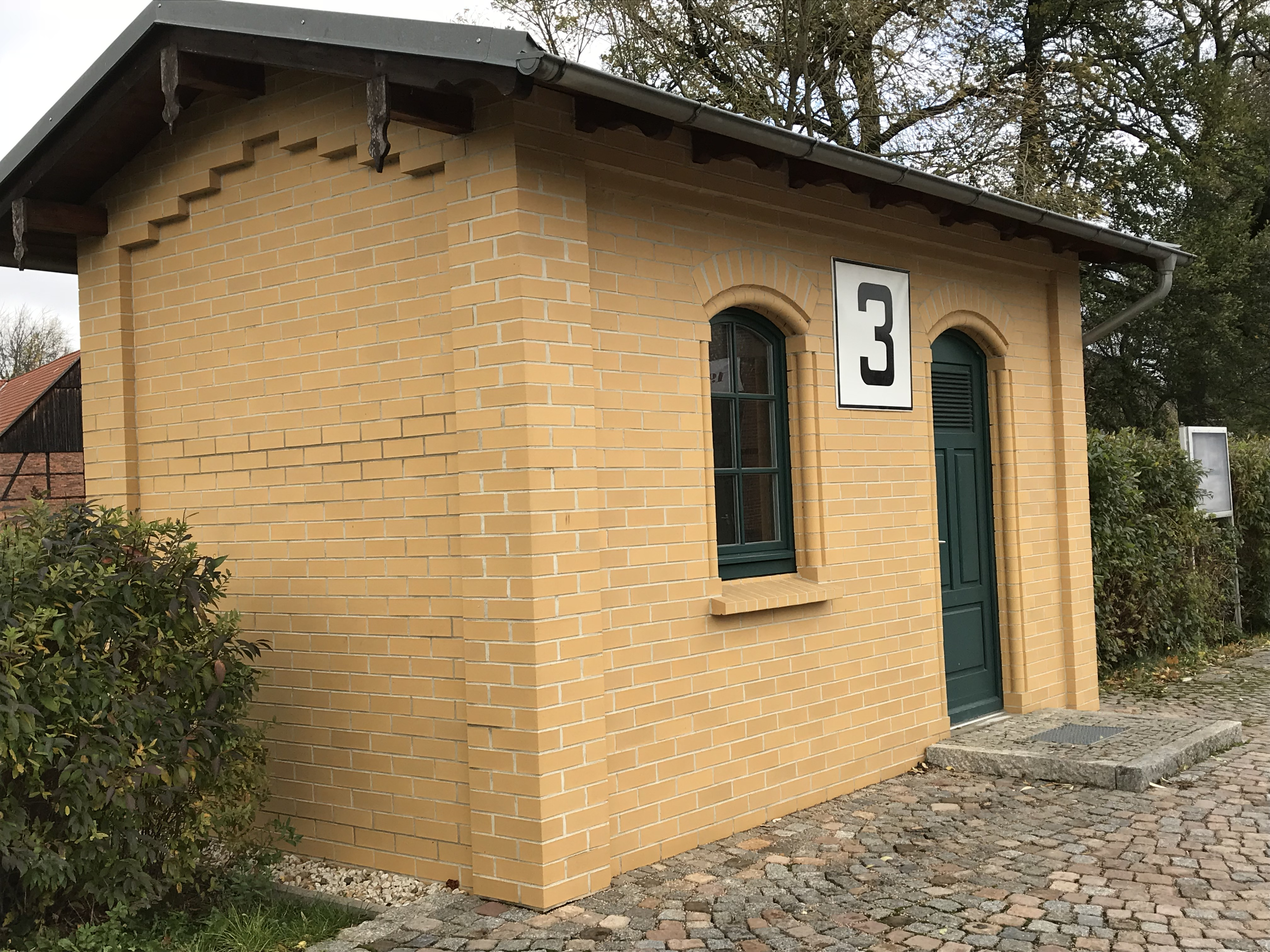
Nachbau des Streckenpostens 3 am heutigen Standort in Oberheinsdorf

Reichenbach (Vogtl) unt Bf ⊙
Der Bahnhof Reichenbach (Vogtl) unt Bf wurde am 1. Mai 1895 als Haltestelle Reichenbach i.V. unt Bf eröffnet. Ab 1898 hatte er den Rang eines Bahnhofs. Die Station verfügte über ein Empfangsgebäude, einen 100 Meter langen Bahnsteig, ein Beamtenwohnhaus, ein Stellwerk und ein Weichenpostenhaus. Dem Güterverkehr dienten mehrere Laderampen. eine Ladestraße und ein Güterschuppen, der im Laufe der Zeit dreimal erweitert werden musste. Die Gleisanlagen wurden von einer markanten Fußgängerbrücke überspannt, über der die Fahrgäste von der „Rotschauer Straße“ auf den „Kleinen Anger“ gelangen konnten. Von der „Burgstraße“ erreichten die Passanten den Bahnhof über einen Fußgängertunnel.
Mit der Aufnahme des Personenverkehrs auf der Schmalspurbahn Reichenbach (Vogtl) unt Bf–Oberheinsdorf (Spurweite 1000 mm) 1909 erfuhr der nunmehrige Spurwechselbahnhof mehrere Erweiterungen. An der Südseite entstanden ein vierständiger Lokschuppen für die Schmalspurlokomotiven, zwei Wasserkräne und zwei Rollbockgruben, mittels derer die normalspurigen Güterwagen auf meterspurige Rollböcke gesetzt werden konnten. Das Bahnsteiggleis wurde um eine dritte Schiene ergänzt, sodass es von Fahrzeugen beider Spurweiten befahren werden konnte. Durch die Aufnahme des Personenverkehrs auf der Schmalspurbahn 1909 wurde der untere Bahnhof zum Übergangsbahnhof zwischen Normal- und Schmalspurbahn für Reisende. 1911 erhielt die Station die Bezeichnung Reichenbach (Vogtl) unt Bf. Der Normalspurteil bestand aus 9 Gleisen, 14 einfachen Weichen, 1 Wasserkran und 3 Einfahrsignalen. Der Schmalspurteil besaß 7 Gleise und ebenfalls 14 Weichen.
Ab 1935 waren dem Bahnhof Reichenbach (Vogtl) unt Bf alle Stationen der schmalspurigen Rollbockbahn nach Oberheinsdorf, sowie die regelspurigen Stationen Haltepunkt Reichenbach (Vogtl) Karolinenstraße, Schneidenbach und Mylau unterstellt. Durch eine 1944 erfolgte Änderung der Zuständigkeit waren dem Bahnhof Reichenbach (Vogtl) unt Bf alle Haltestellen der normalspurigen Bahnstrecke Reichenbach–Göltzschtalbrücke auf Reichenbacher Stadtgebiet und jene der schmalspurigen Rollbockbahn unterstellt. Im September 1957 endete der Personenverkehr auf beiden Strecken, 1962 wurde die Schmalspurbahn stillgelegt und ihre Anlagen in der Folgezeit demontiert. Zum 1. Juni 1964 wurde der Güterbahnhof Reichenbach (Vogtl) unt Bf dem Bahnhof Reichenbach (Vogtl) ob Bf unterstellt. Ab 1971 war der Bahnhof Endpunkt des noch betriebenen Streckenteils, 1974 endete der Betrieb mit der Stilllegung des Streckenabschnittes zwischen dem unteren Bahnhof und dem Bahnhof Reichenbach (Vogtl) Ost gänzlich. Der Gleisrückbau begann 1975; danach entstand auf dem ehemaligen Gleiskörper eine Fernverkehrsstraße.
Am Standort des einstigen unteren Bahnhofs sind die Gleisanlagen heute komplett verschwunden. Zwischen Empfangsgebäude und Güterschuppen verläuft heute die Bundesstraße 94. Die Hochbauten sind hingegen erhalten. Empfangsgebäude und Güterschuppen wurden im Vorfeld der Landesgartenschau 2009 saniert, in die ein Teil des ehemaligen Bahnhofsareals mit einbezogen wurde.
Reichenbach (Vogtl) Elektrizitätswerk ⊙
Der unbesetzte Bedarfs-Haltepunkt Reichenbach (Vogtl) Elektrizitätswerk wurde am 15. Mai 1935 in der Nähe des Reichenbacher Elektrizitätswerks eröffnet. Er diente ausschließlich dem Personenverkehr. Das in den Jahren 1908/09 in der Dammsteinsenke gegründete Städtische Elektrizitätswerk Reichenbach besaß bereits seit 1911 ein Anschlussgleis, an dessen Abzweig später der Bahnsteig in Richtung Göltzschtalbrücke errichtet wurde. Der Haltepunkt Reichenbach (Vogtl) Elektrizitätswerk hatte zwei 30 Meter lange Bahnsteige an zwei örtlich getrennten Aus- und Einstiegstellen jeweils hinter der Straßenkreuzung. Grund dafür war, dass in diesem Bereich die „Burgstraße“ (heutige Bundesstraße 173) überquert werden musste. Der Bahnübergang lag in einer Kurve und war daher seit den 1950er Jahren mit einer modernen Lichtsignalanlage versehen, welche auf dem Gebiet der DDR erstmals zum Einsatz kam. Um eine schnelle Freigabe der Straße zu ermöglichen, war der Bahnsteig für talwärts fahrende Züge in Richtung Göltzschtalbrücke unterhalb der Straße, der Bahnsteig für bergan fahrende Züge in Richtung Reichenbach oberhalb der Straße angeordnet. Beide Bahnsteige besaßen keinerlei Hochbauten.
Mit der Einstellung des Personenverkehrs ging der Haltepunkt Reichenbach (Vogtl) Elektrizitätswerk am 29. September 1957 außer Betrieb. Das Anschlussgleis zum Elektrizitätswerk wurde noch bis 1969 genutzt.

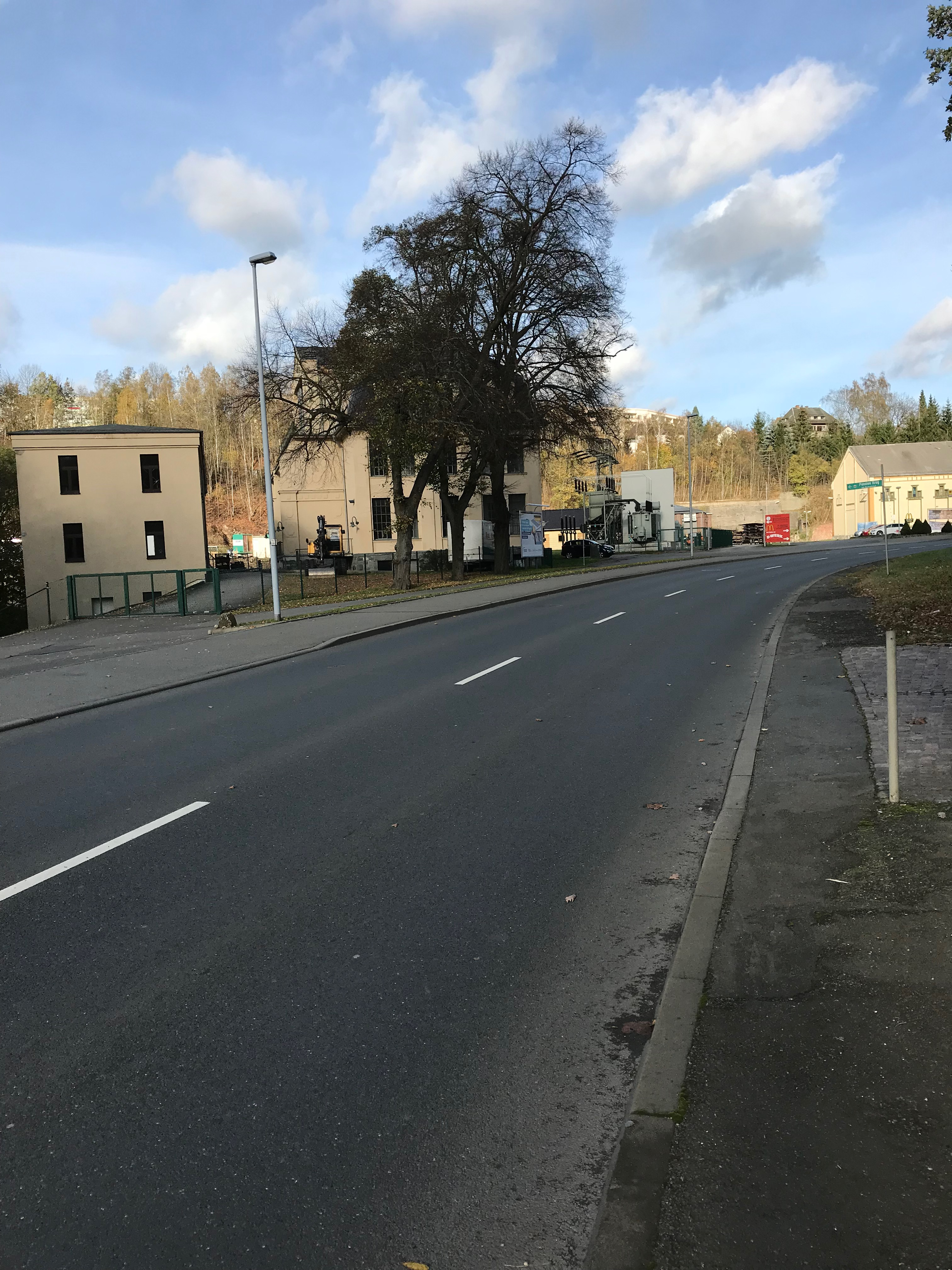
Ehemaliger Haltepunkt Reichenbach (Vogtl) Elektrizitätswerk, Talfahrt (2017)
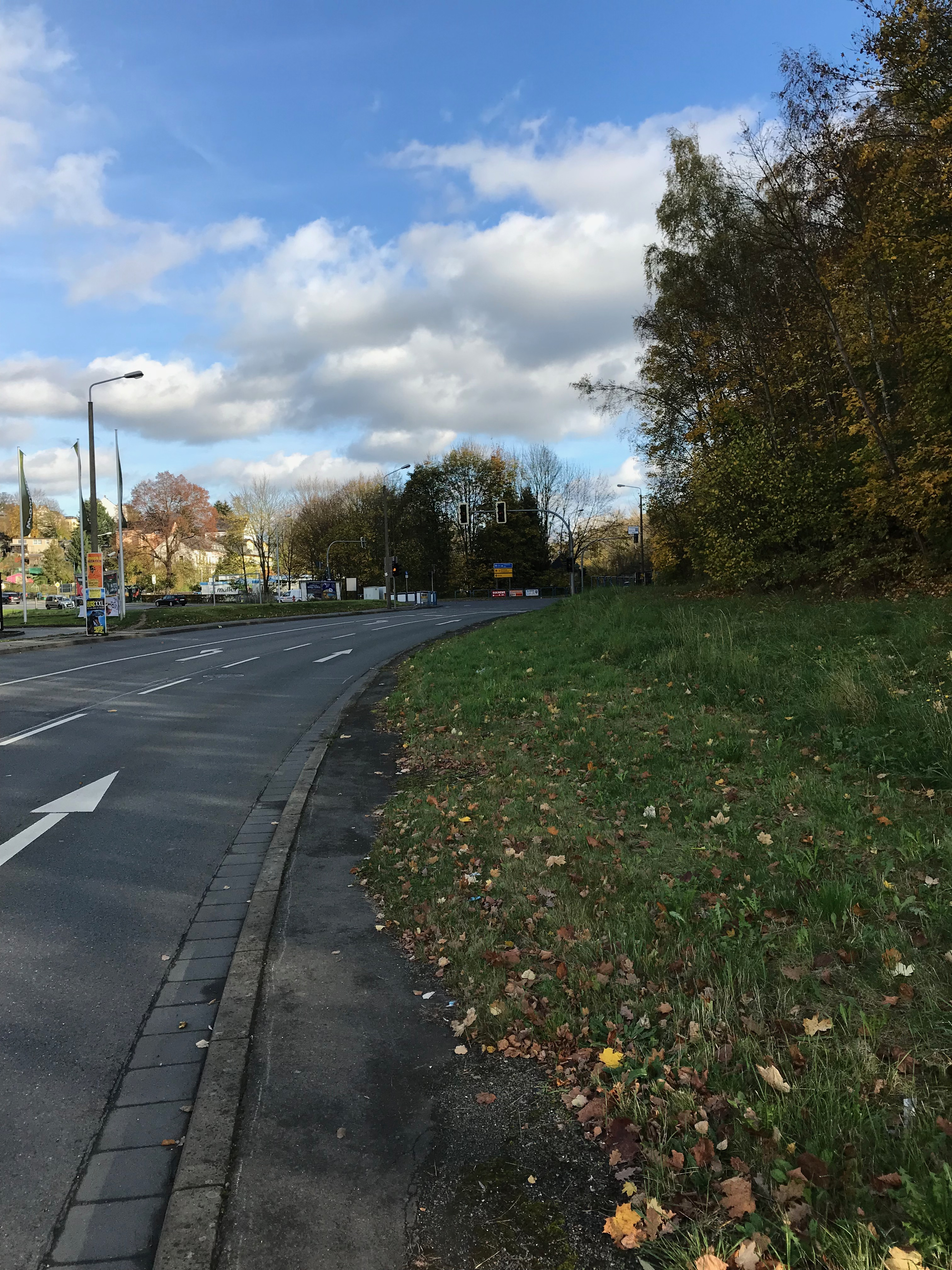
Ehemaliger Haltepunkt Reichenbach (Vogtl) Elektrizitätswerk, Bergfahrt (2017)

Am einstigen Standort der Station erinnert heute nichts mehr an die Bahnstrecke. Auf dem Gleiskörper verläuft die Bundesstraße 173 („Rosa-Luxemburg-Straße“). Auf dem Areal des Anschlussgleises entstand ein Parkplatz eines Schnellrestaurants.
Mylau ⊙

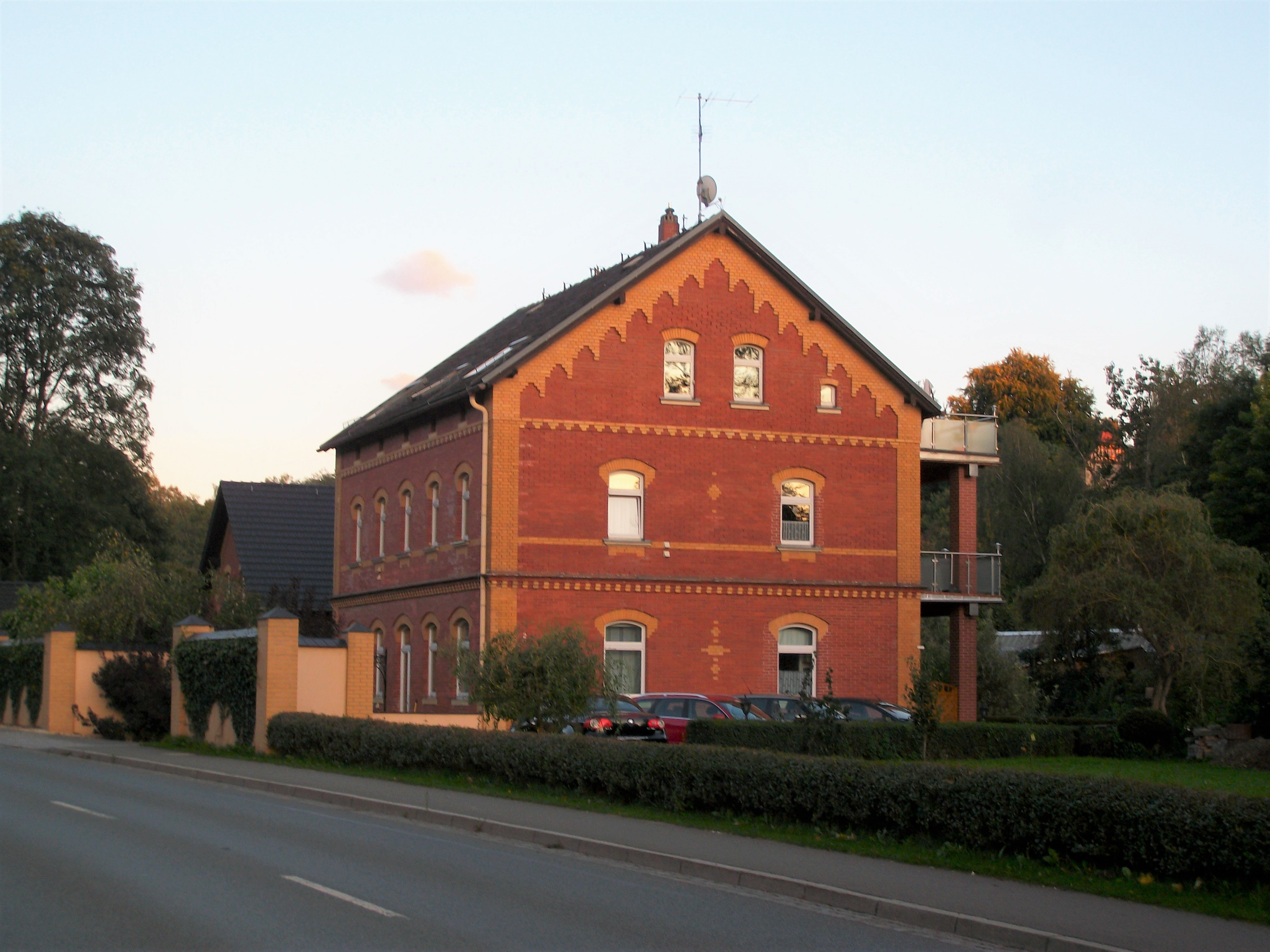
Ehemaliger Bahnhof Mylau, Empfangsgebäude (2017)

Der Bahnhof Mylau wurde als Mylau Bahnhof gemeinsam mit dem zunächst Mylau Haltestelle genannten Bahnhof Göltzschtalbrücke am 1. Mai 1895 eröffnet. Mit dem Bau der Bahnstrecke Lengenfeld–Göltzschtalbrücke erhielt die Stadt Mylau am 16. November 1903 mit Mylau Haltepunkt eine weitere Station auf dem Gebiet der Stadt. Seit 1911 trug der Bahnhof die Bezeichnung Mylau. Er besaß fünf Gleise, von denen zwei Ladegleise waren. Weiterhin besaß die Station eine Kopf- und Seidenladerampe, eine Ladestraße, ein Wirtschaftsgebäude und einen Güterschuppen. In dem im typischen sächsischen Baustil errichteten Empfangsgebäude des Mylauer Bahnhofs waren das Büro des Fahrdienstleiters, die Fahrkartenausgabe und eine Beamtenwohnung untergebracht. Ähnlich wie der Bahnhof Reichenbach (Vogtl) Ost besaß der Kreuzungsbahnhof keine Einfahrsignale. Vom Bahnhof aus wurde das Anschlussgleis der Färberei Lenk (heute: Kelterei Mylau) bedient. 1927 wurden die Gleisanlagen des Bahnhofs den betrieblichen Erfordernissen angepasst.
1943 wurde der Mylauer Bahnhof zur Haltestelle zurückgestuft. In dieser Zeit wurden die Einfahrsignale entfernt. Mit der Einstellung des Personenverkehrs wurde der einstige Bahnhof Mylau am 29. September 1957 als Ladestelle deklariert. Die Station war weiterhin eine wichtige Betriebsstelle für den Wagenladungs- und Stückgutverkehr. Am 1. Januar 1959 wurde sie dem Bahnhof Reichenbach (Vogtl) unt Bf unterstellt. Mit der Einstellung des Schienenverkehrs ging die Station 1972 außer Betrieb. Am Standort an der „Bahnhofstraße“ in Mylau sind das sanierte Empfangsgebäude und der Güterschuppen noch vorhanden. Sie werden gewerblich genutzt. Auf dem Gleiskörper verläuft heute die Bundesstraße 173.
Mylau Anker ⊙

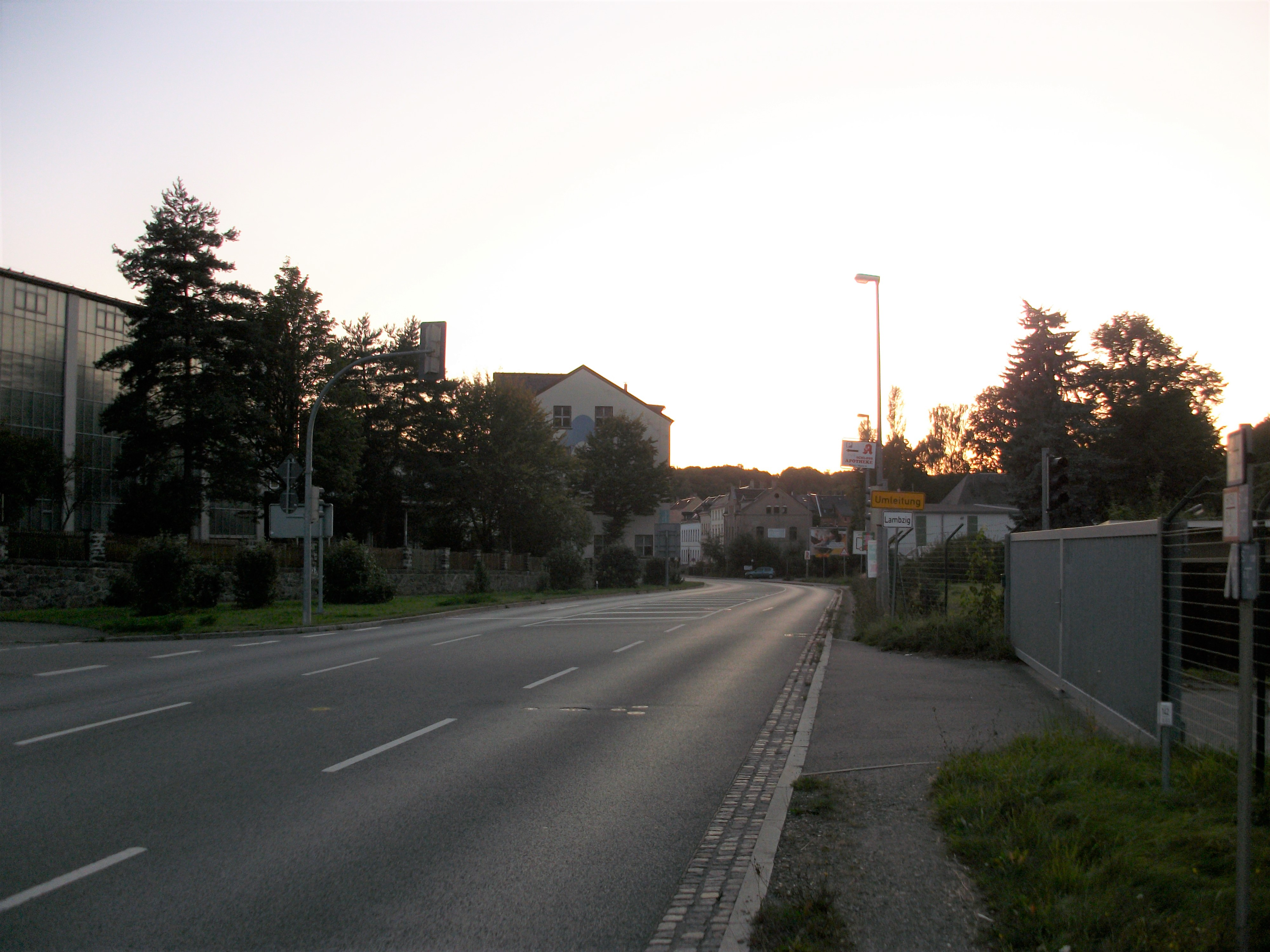
Ehemaliger Haltepunkt Mylau Anker, Richtung Göltzschtalbrücke (2017)

Der Bedarfs-Haltepunkt Mylau Anker wurde am 15. Mai 1935 an der Trennung der Bahnstrecke Reichenbach–Göltzschtalbrücke von der Bahnstrecke Lengenfeld–Göltzschtalbrücke in Betrieb genommen. An beiden parallel verlaufenden Bahnstrecken existierte je ein Bahnsteig für den Personenverkehr. Seinen Namen hatte die Station an der „Netzschkauer Straße“ von dem in der Nähe befindlichen Gasthof „Zum goldenen Anker“. Nach dem Ende des Zweiten Weltkriegs wurde die Station bereits am 16. Dezember 1945 wieder geschlossen.
Zum Jahreswechsel 1962/63 wurde das von Lengenfeld kommende Gleis bis zum Kilometer 11,6 der Bahnstrecke Lengenfeld–Göltzschtalbrücke ausgebaut. Fortan nutzten die Züge in beiden Richtungen nur noch das Gleis der Bahnstrecke Reichenbach–Göltzschtalbrücke. An der eingebauten Abzweigweiche der beiden Strecken wurde ein Weichenwärterposten eingerichtet. Bei Übergabefahrten in Richtung Lengenfeld wurde die Weiche vom Zugpersonal aufgeschlossen und gestellt. Die beiden Einfahrsignale gingen außer Betrieb. Mit der Einstellung der Streckenabschnitte Mühlwand–Göltzschtalbrücke (Strecke nach Lengenfeld) 1967 und Reichenbach unt Bf–Göltzschtalbrücke (Strecke nach Reichenbach ob Bf) 1970 ging die Weiche außer Betrieb.
Göltzschtalbrücke ⊙

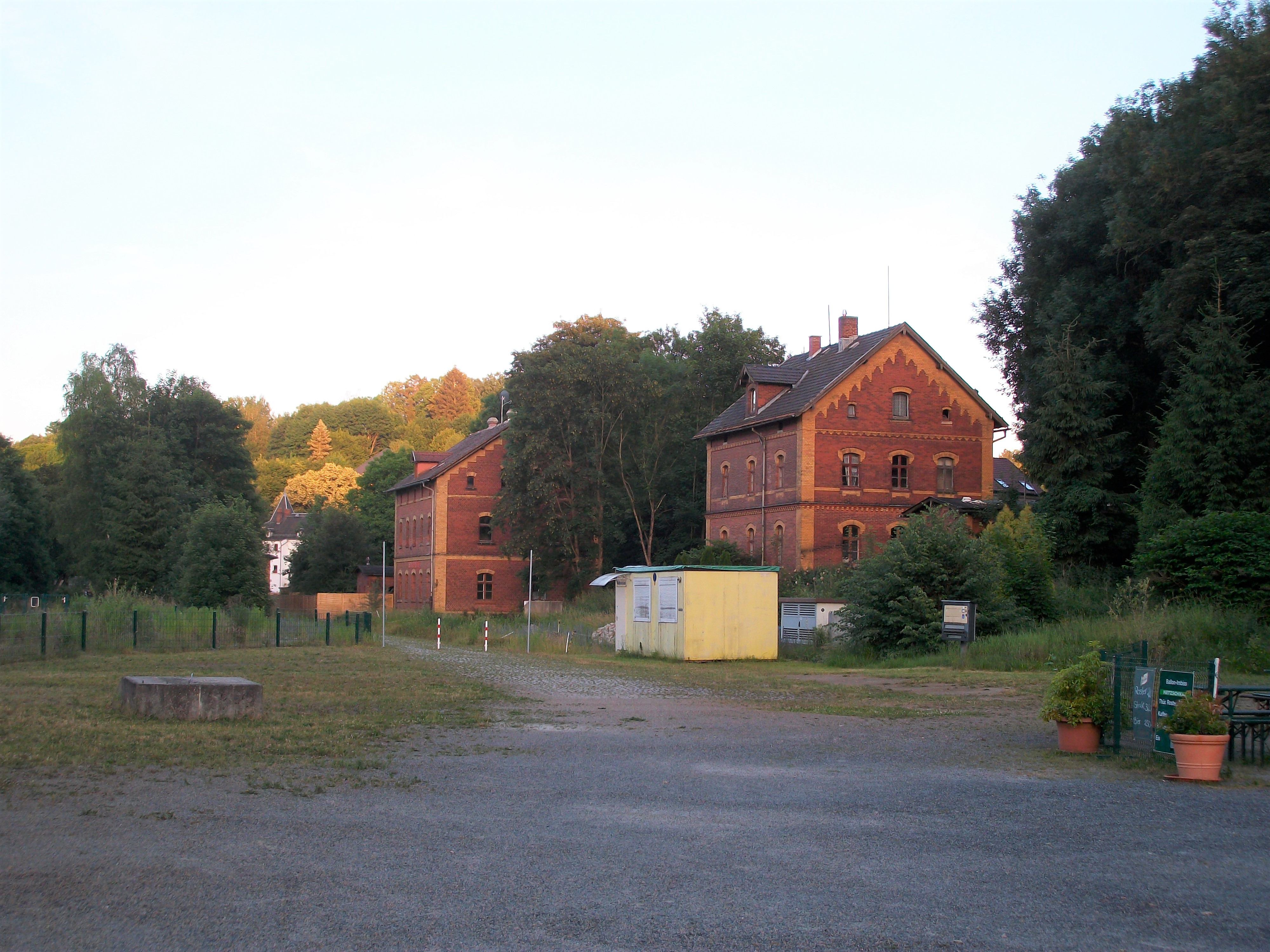
Ehemaliger Bahnhof Göltzschtalbrücke, Empfangsgebäude (links) und Bahnmeisterei (rechts) (2017)

Der Bahnhof Göltzschtalbrücke wurde als Haltestelle Mylau Haltestelle am 1. Mai 1895 zusammen mit der Bahnstrecke Reichenbach–Göltzschtalbrücke eröffnet. Mit der Eröffnung des ersten Teilstücks der Bahnstrecke Lengenfeld–Göltzschtalbrücke bis Weißensand für den Güterverkehr wurde die Station 1903 zum Bahnhof aufgewertet und in Göltzschtalbrücke umbenannt. Seit 1905 fuhren von hier Züge bis Lengenfeld. Ursprünglich sollte noch eine Bahnstrecke nach Greiz gebaut werden. Aufgrund des Ersten Weltkriegs kam dieses Vorhaben nicht mehr zur Ausführung, wodurch das Ausziehgleis 80 Meter hinter der Göltzschtalbrücke endete. Der Bahnhof war im Personenverkehr kaum von Bedeutung, er diente vor allem dem Güterverkehr. Dem Bahnhof Göltzschtalbrücke waren die Stationen Mylau Anker, Mylau Hp, Mylau Bad und Schneidenbach unterstellt.
Der Personenverkehr wurde am 15. Dezember 1957 zwischen Weißensand und Reichenbach (Vogtl) ob Bf eingestellt. Seitdem hatte die Station den Rang eines Güterbahnhofs, die am 1. Januar 1959 dem Bahnhof Reichenbach (Vogtl) unt Bf unterstellt war. Ab 1962 war die Station nur noch eine Ladestelle. Der Güterverkehr nach Mühlwand wurde am 1. Juni 1967 und nach Reichenbach (Vogtl) unt Bf am 26. September 1970 aufgegeben. Es fanden danach noch vereinzelt Bedienfahrten zu einem im Bahnhofsgelände gelegenen Anschlussgleis statt. Bis 1971 wurden im Bahnhof Wagen abgestellt. 1972 ging die Station außer Betrieb. Am Standort nahe der Göltzschtalbrücke sind bis heute das Empfangsgebäude, die Bahnmeisterei sowie Güterschuppen und Wirtschaftsgebäude vorhanden.

## Bilder

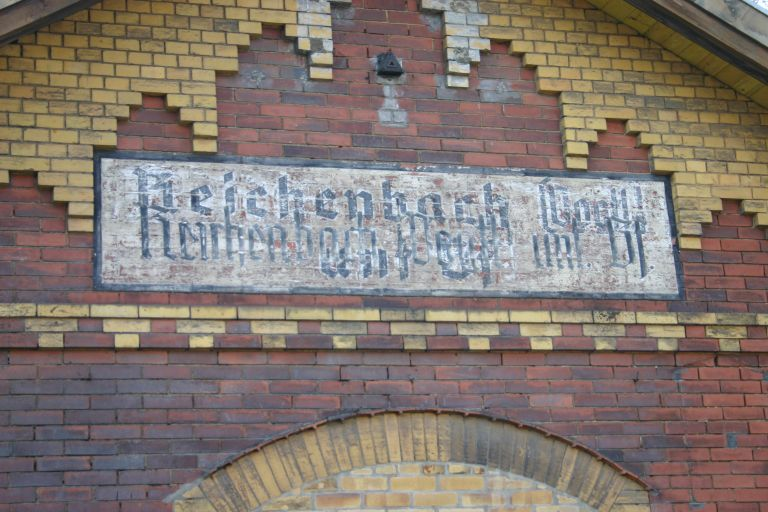
Reichenbach unt Bf - Bahnhofsschild
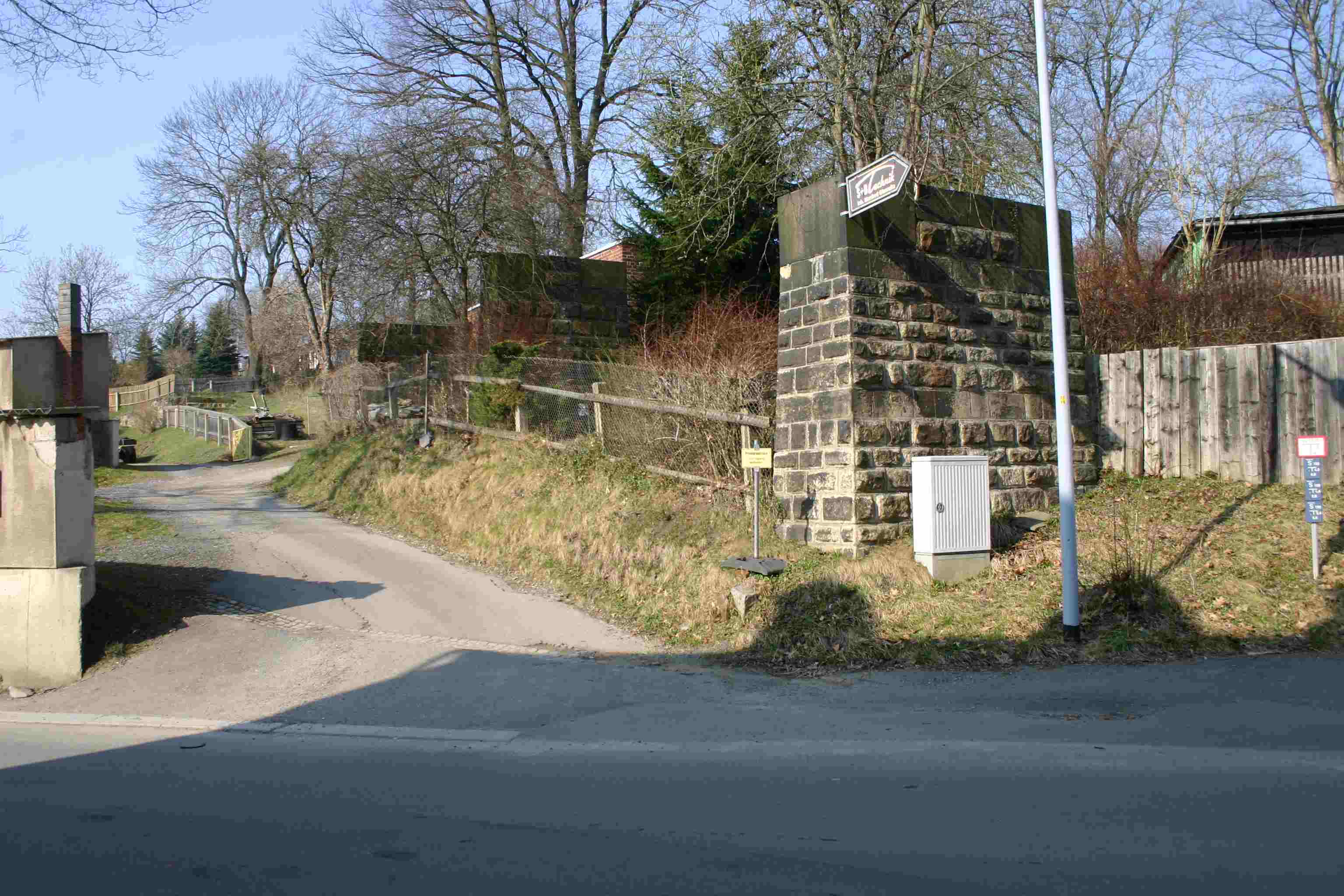
Ehemalige Strecke nach Reichenbach ob Bf
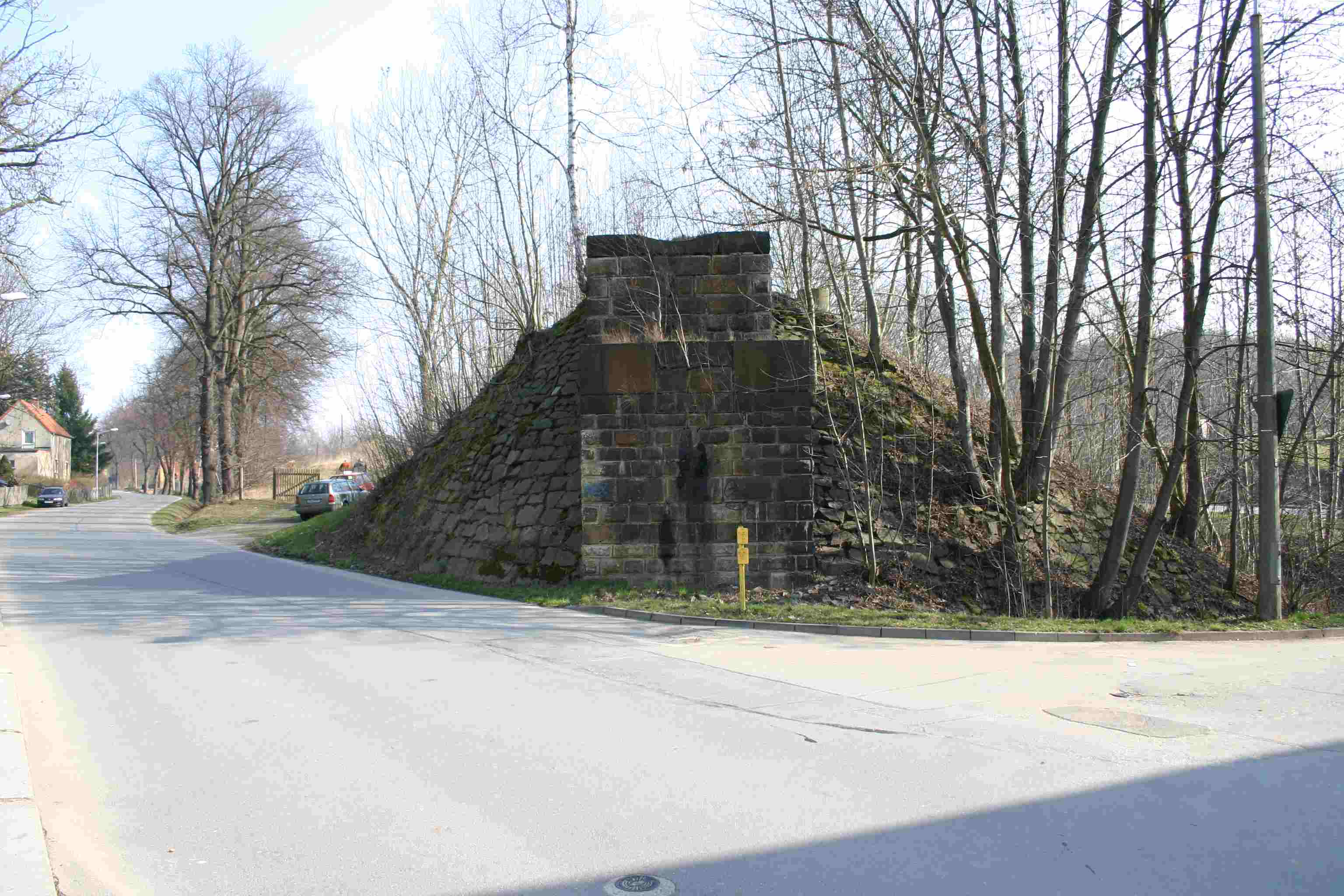
Brückenwiderlager der ehem. Strecke nach Reichenbach Ost